# Scotoleon peninsulanus
Scotoleon peninsulanus är en insektsart som först beskrevs av Banks 1942.  Scotoleon peninsulanus ingår i släktet Scotoleon och familjen myrlejonsländor. Inga underarter finns listade i Catalogue of Life.